# Ostrea elliptica (Dufo)
Ostrea elliptica (Dufo) (лат. Ostrea elliptica) врста је шкољки из породице правих острига (Ostreidae).

## Статус
Неприхваћен

## Прихваћено име
Striostrea margaritacea (Lamarck, 1819)

## Оригинални извор
- Huber, M. (2010). Compendium of bivalves. A full-color guide to 3,300 of the world's marine bivalves. A status on Bivalvia after 250 years of research. Hackenheim: ConchBooks. 901 pp., 1 CD-ROM. (look up in IMIS) [details]